# Mordella argyropleura
Mordella argyropleura is een keversoort uit de familie spartelkevers (Mordellidae). De wetenschappelijke naam van de soort is voor het eerst geldig gepubliceerd in 1942 door Franciscolo.